# Вапнярка (станція)
Вапня́рка — вузлова, сортувальна залізнична станція 1-го класу Одеської дирекції Одеської залізниці на перетині електрифікованої лінії Жмеринка — Одеса та неелектрифікованої лінії Вапнярка — Христинівка. Розташована в однойменному селищі Тульчинського району Вінницької області.

## Історія
Станція відкрита 26 травня 1870 року з початком руху поїздів новозбудованої залізничної лінії Жмеринка — Балта. Назву станція та селище отримане від навколишнього села Вапнярки, що розташоване за 14 км.
У лютому 1899 року прокладена залізнична лінія від Вапнярки до Христинівки, станція Вапнярка набула статусу вузлової. Згодом побудована вузькоколійка на Ямпіль, а на станції відкрито паровозне депо, в якому працювало 270 осіб. Вузькоколійну ділянку на Ямпіль (до станції Добрянка)  розібрано у 1990-ті роки, плани її перешиття на стандартну колію були не здійснені через економічну кризу.
5 липня 2014 року на Привокзальній площі встановлений пам'ятник на честь воєначальника українського походження Івана Черняховського, одного із наймолодших командувачів фронтів періоду німецько-радянської війни й одного із п'яти радянських командирів фронтів, які загинули під час війни.
26 липня 2019 року, об 11:30, відбулося урочисте відкриття меморіальної дошки «Героям Вапнярського бою» на фасаді будівлі вокзалу станції Вапнярка. Саме в цей день виповнилося 100 років Вапнярській визвольній операції Армії УНР, під командуванням полковника Олександра Удовиченка.
У середині ХХ століття існував вельми цікавий маршрут пасажирського поїзда Вапнярка — Ташкент.

## Пасажирське сполучення
Далеке сполучення
На станції зупиняється пасажирські поїзди далекого сполучення до Києва, Запоріжжя, Ковеля,  Львова, Одеси, Перемишля, Чернівців, Ужгорода, Ясіні тощо. До квітня 2022 року курсував поїзд «Дунай» сполученням Київ — Ізмаїла (скасований через руйнацію російськими окупантами підйомного мосту у Затоці Одеської області);
Влітку призначається додатковий швидкісний поїзд категорії «Інтерсіті+» сполученням Київ — Одеса (час в дорозі складає близько 3,5 годин);
До грудня 2021 року курсував нічний швидкий поїзд «Тясмин» сполученням Львів — Черкаси через прямував через неелектрифіковану малодіяльну лінію Вапнярка — Ладижин — Христинівка — Цвіткове (наразі скасований).
Приміське сполучення
- 4 рази на день від станції Вапнярка курсують приміські електропоїзди до станції Жмеринка, майже всі з яких узгоджені для пересадки на приміські електропоїзди від станції Жмеринка до станції Козятин I (через Вінницю). Найчастіше в Жмеринці навіть не потрібно виходити, лише змінюється маршрут електропоїзда, у якого триває зупинка по станції Жмеринка близько 10-20 хвилин. У Жмеринці є можливість здійснити пересадку також на приміські поїзди до станцій Хмельницький, Гречани, Могилів-Подільський та регіональний поїзд «Подільський експрес» № 772/771 сполученням Хмельницький — Київ.
- 4 рази на день курсують приміські електропоїзди до Одеси (через станції Крижопіль, Рудниця, Кодима, Подільськ, Роздільна I). На станції Подільськ є можливість здійснити пересадку на приміські поїзди до станцій Балта, Голта та Помічна.
- 1 раз на день курсує дизель-поїзд сполученням Вапнярка — Умані (через станції Демківка, Кирнасівка, Ладижин, Зятківці, Христинівку).
- З 1 червня 2021 року призначений приміський електропоїзд Козятин — Вінниця — Жмеринка — Вапнярка — Кодима (формально це три маршрути, але по факту це один електропоїзд, який прямує маршрутом без пересадок та тривалих зупинок.

Продаж автобусних квитків
З 22 лютого 2018 року на вокзалі станції Вапнярка працюють залізничні каси, де є можливість придбати проїзні квитки на автобусні рейси внутрішнього та міжнародного сполучення.

## Галерея

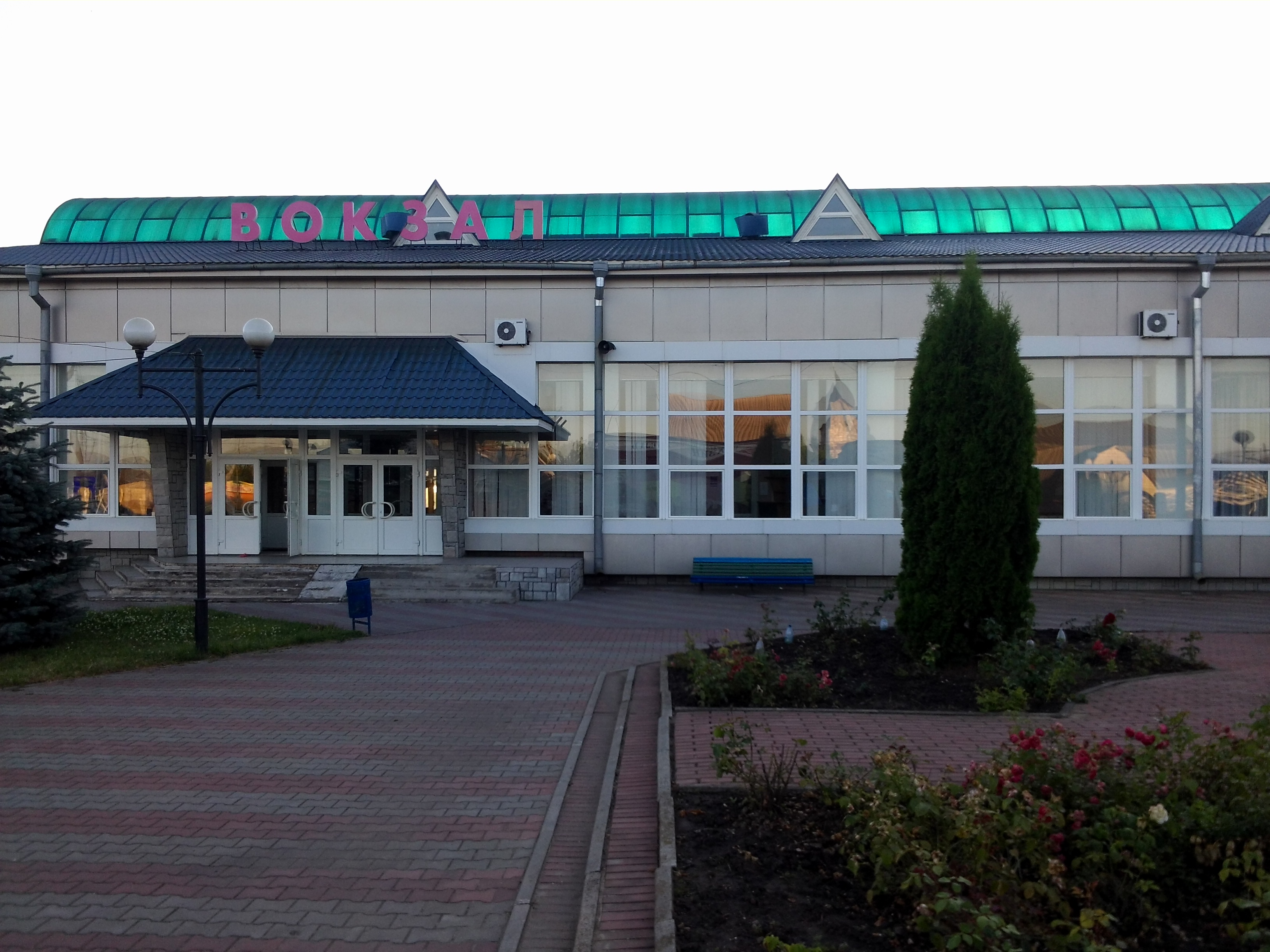
Вокзал
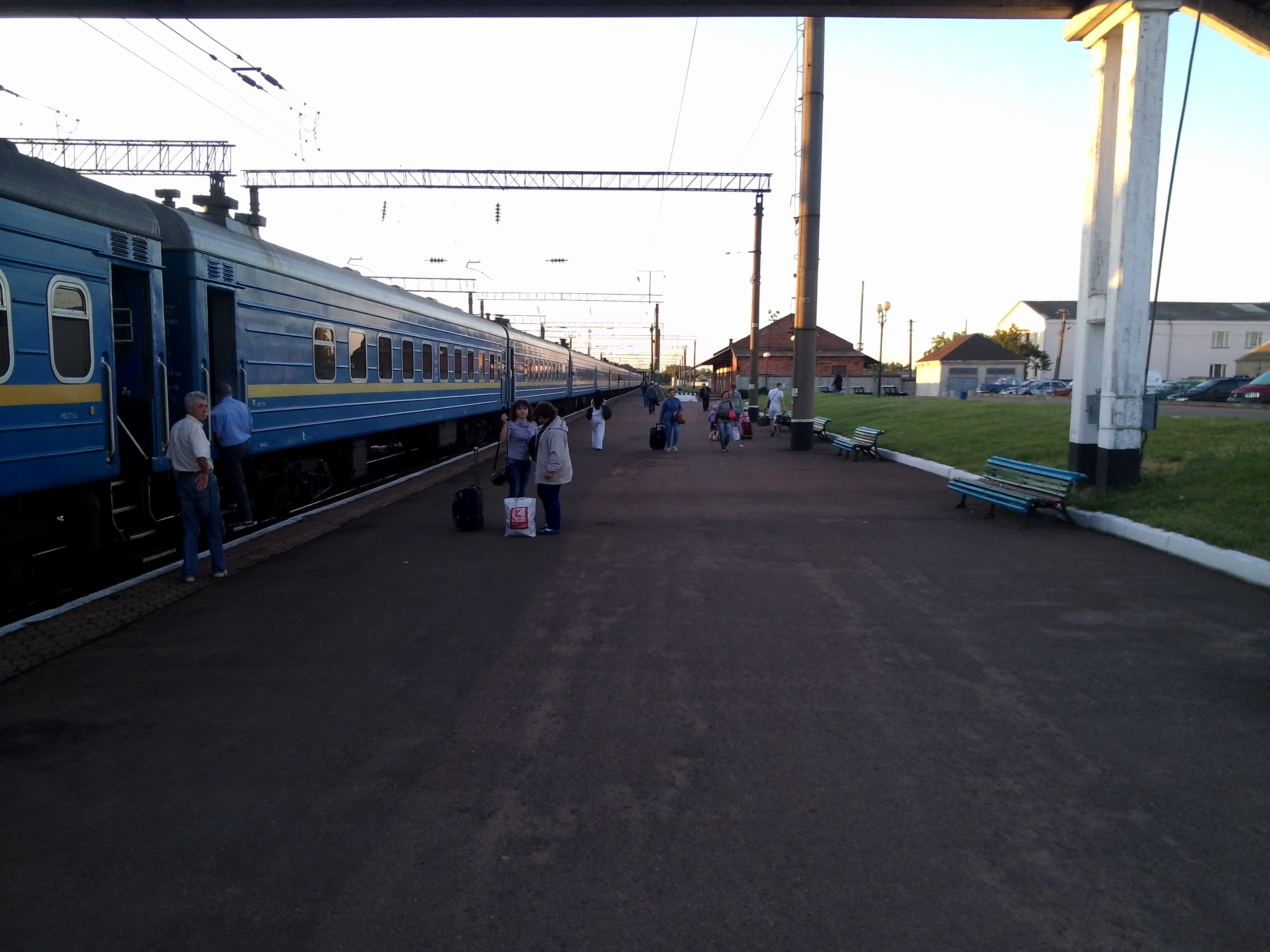
Одна з платформ
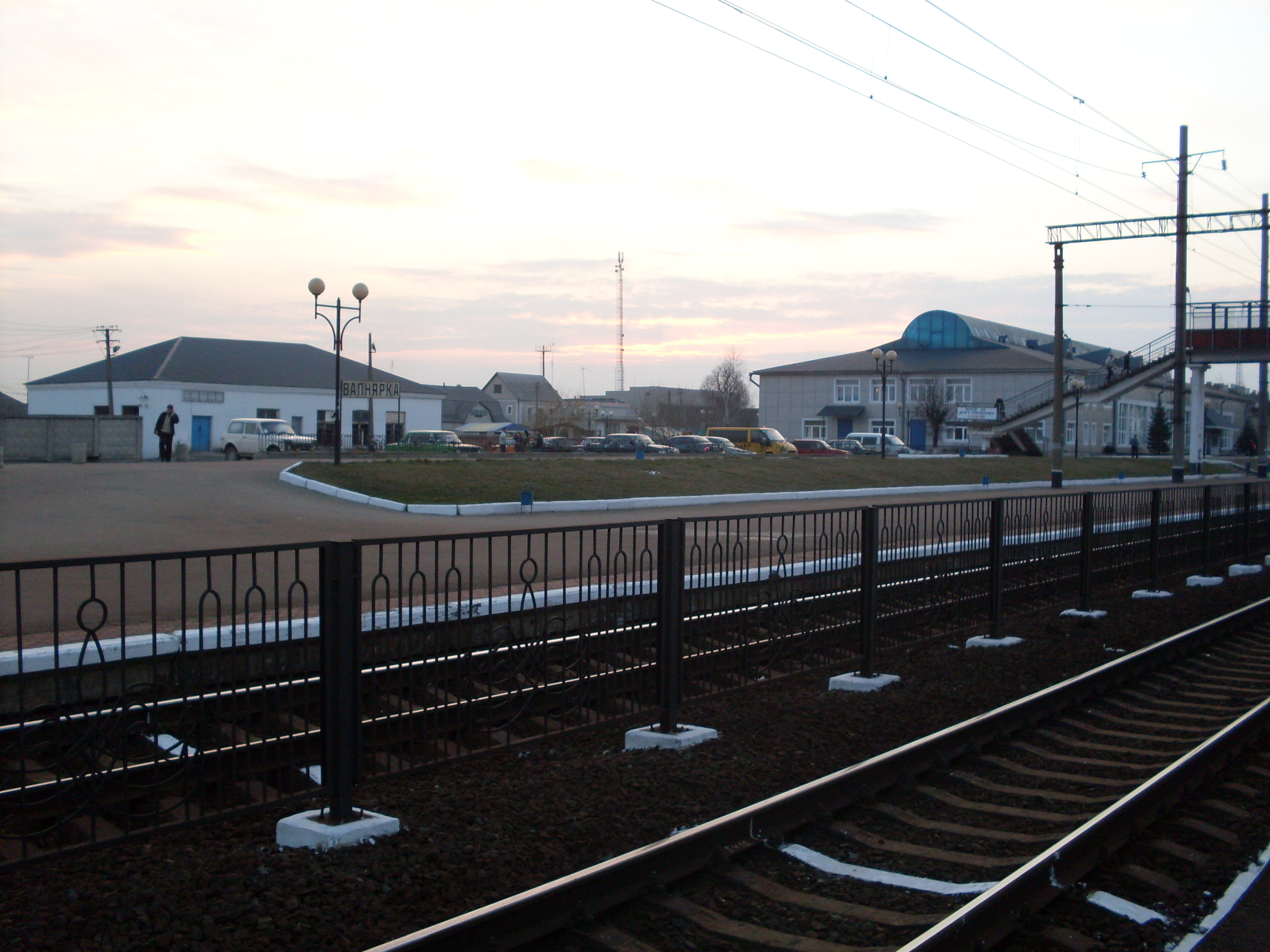
Краєвид станції
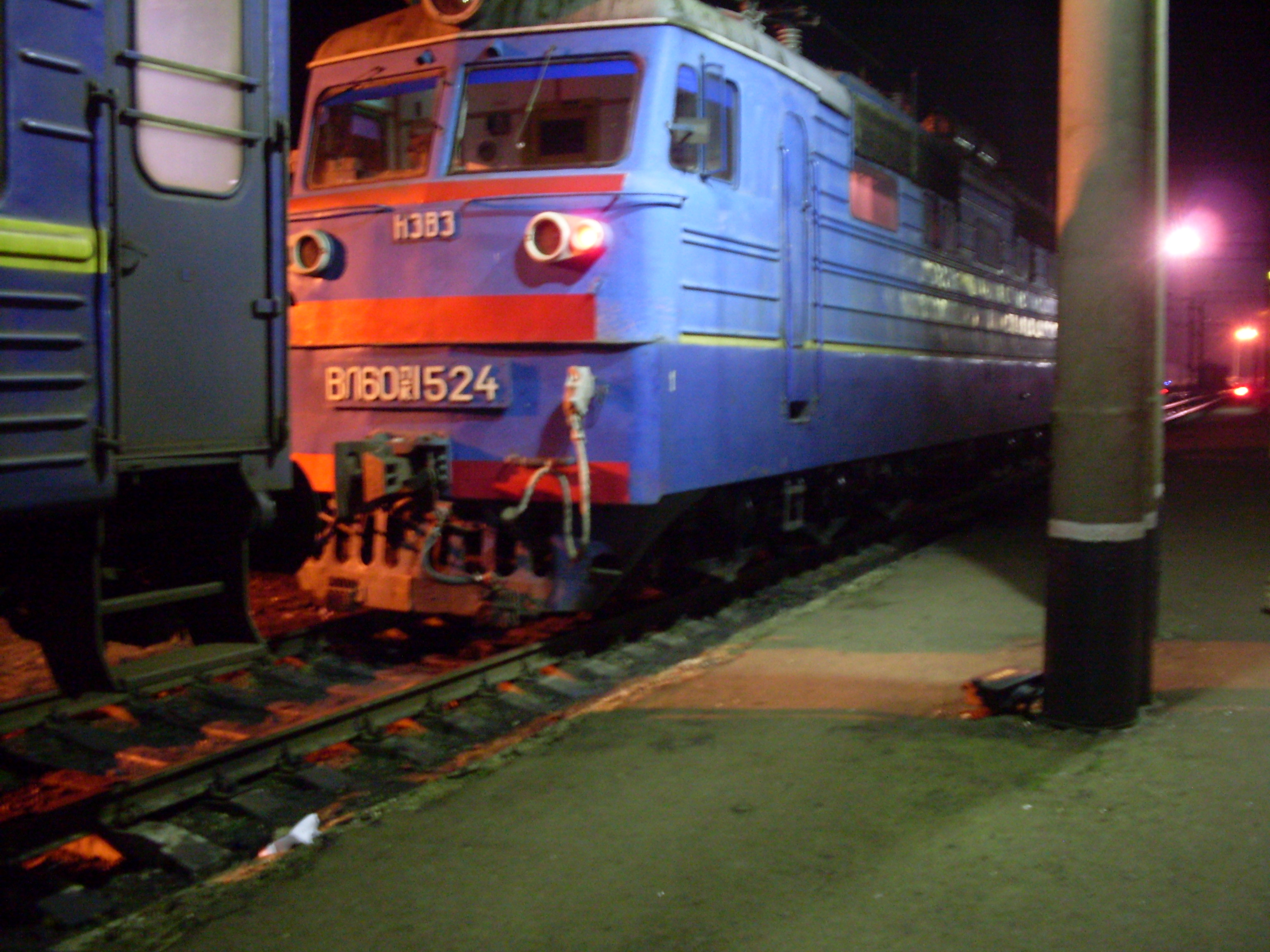
ВЛ60ПК-1524 з поїздом на станції Вапнярка
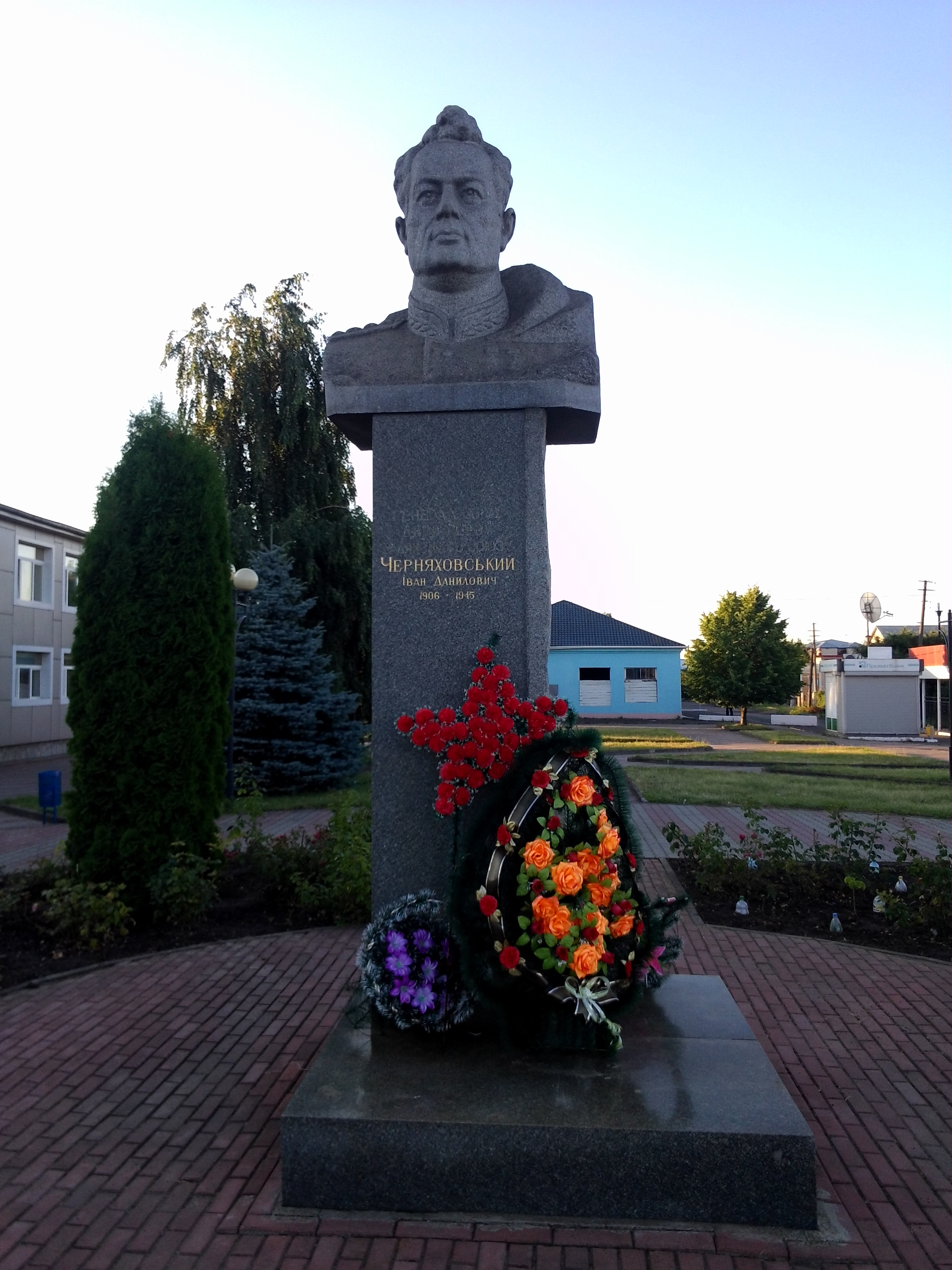
Пам'ятник Івану Черняховському на Привокзальній площі